# عملیات: جنایت ذهن ۲
عملیات: جنایت ذهن ۲ (به انگلیسی: Operation: Mindcrime II) آلبومی مفهومی و نهمین آلبوم استودیویی گروه پراگرسیو متال آمریکایی کوئینزرایک است که در سال ۲۰۰۶ از سوی شرکت نشر موسیقی راینو انترتینمنت منتشر شد. این آلبوم دنباله‌ای بر آلبوم سال ۱۹۸۸ گروه با عنوان عملیات: جنایت ذهن است و داستان نیکی، انقلابی و آدمکش معتادی که در خدمت سازمانی مخفی به رهبری دکتر ایکس بوده و به جرم قتل همکار تشکیلاتی خود خواهر مری دستگیر شده‌است را پس از ۱۸ سال که از زندان آزاد شده و در فکر گرفتن انتقام از دکتر ایکس است را ادامه می‌دهد.

## خلاصه داستان
نیکی پس از آنکه ۱۸ سال را به جرم قتل خواهر مری در زندان گذراند سرنجام آزاد شد. در طول این مدت بر نفرت او از دکتر ایکس، کسی که پس از پیوستن نیکی به تشکیلات انقلابی مخفیش او را شستشوی مغری داد و از او آدمکش ساخت و خودش به ثروت و قدرت رسید افزوده شده و گرچه او هنوز دولت آمریکا را دولتی فاسد می‌داند و تحت تعالیم دکتر ایکس مصمم به ادامه‌دادن مأموریت انقلابی خود است اما در عین حال از فکر خواهر مری و گرفتن انتقام از دکتر ایکس نیز نمی‌تواند خارج شود. باوجود این او بار دیگر به جرم قانون‌شکنی دستگیر شده و تقاضایش از دادگاه برای بخشیدن او پذیرفته نمی‌شود. این موضوع باعث نفرت بیشتر او از حکومت، دستگاه قضایی و دکتر ایکسی می‌شود که او را عامل تمام مشکلاتش می‌داند.
نیکی بار دیگر به زندان می‌افتد اما موفق به فرار می‌شود. او روح خواهر مری را می‌بیند و تصمیم می‌گیرد تا دکتر ایکس را بکشد اما هرچه به روز انتقام نزدیکتر می‌شود بر تردیدهای او نیز افزوده شده و از خود می‌پرسد که آیا خود او مسئول این زندگی فلاکت‌بارش نبوده‌است. با این حال او سرانجام دکتر ایکس را یافته و او را می‌کشد اما پس از آن این فکر به سراغش می‌آید که آیا با مرگ او چیزی هم بهتر شد و با این فکر بیشتر در شک و ناامیدی فرومی‌رود. در این شرایط بار دیگر روح مری در برابر نیکی ظاهر شده و او را ترغیب به خودکشی می‌کند. نیکی کم‌کم به این باور می‌رسد که دیوانه شده‌است و خودش را می‌کشد. با مرگ او روحش به روح مری پیوسته و آن دو سرانجام در کنار هم به شادی ابدی دست می‌یابند.

## فهرست آهنگ‌ها
آلبوم عملیات: جنایت ذهن ۲ دارای ۱۷ قطعه به شرح زیر است:
| شماره | نام                                  | مدت  |
| ----- | ------------------------------------ | ---- |
| ۱.    | «Freiheit Ouvertüre»                 | ۱:۳۵ |
| ۲.    | «Convict»                            | ۰:۰۸ |
| ۳.    | «I'm American»                       | ۲:۵۳ |
| ۴.    | «One Foot In Hell»                   | ۴:۱۲ |
| ۵.    | «Hostage»                            | ۴:۲۹ |
| ۶.    | «The Hands» (همخوان: میراندا تیت)    | ۴:۳۶ |
| ۷.    | «Speed Of Light»                     | ۳:۱۲ |
| ۸.    | «Signs Say Go»                       | ۳:۱۶ |
| ۹.    | «Re-Arrange You»                     | ۳:۱۱ |
| ۱۰.   | «The Chase» (خواننده: رانی جیمز دیو) | ۳:۰۹ |
| ۱۱.   | «Murderer?»                          | ۴:۳۳ |
| ۱۲.   | «Circles»                            | ۲:۵۸ |
| ۱۳.   | «If I Could Change It All»           | ۴:۲۷ |
| ۱۴.   | «An Intentional Confrontation»       | ۲:۳۲ |
| ۱۵.   | «A Junkie's Blues»                   | ۳:۴۱ |
| ۱۶.   | «Fear City Slide»                    | ۴:۵۸ |
| ۱۷.   | «All The Promises»                   | ۵:۱۰ |

## اعضا
اصلی
- جف تیت - خواننده
- ادی جکسون – گیتار بیس، همخوان
- مایک استون – گیتار، همخوان
- مایکل ویلتون – گیتار
- اسکات راکنفیلد - درامز، پرکاشن

مهمان
- رانی جیمز دیو – در نقش دکتر ایکس (وکال قطعهٔ The Chase)
- پاملا مور – در نقش خواهر مری
- میراندا تیت – همخوان (قطعهٔ The Hands)
- جیسون اسلیتر – گیتار بیس، درامز، همخوان
- میچ دورن – گیتار، درامز، همخوان
- مت لوسیچ – درامز